# Пик, Шарль
Шарль Пик (фр. Charles Pic; родился 15 февраля 1990 года в Монтелимаре, Франция) — французский автогонщик. 
- Бронзовый призёр чемпионата Формулы-Рено 3.5 2009 года.

## Общая информация
Бывший французский автогонщик Эрик Бернар — крёстный отец Шарля. Брат Шарля — Артур — также профессионально занимается «формулическим» автоспортом.
Среди спонсоров пилота крупный французский медиахолдинг Lagardere, а гоночным наставником Шарля является ещё один известный французский автогонщик Оливье Панис.

## Спортивная карьера

### Первые годы
В 12 лет, имея лишь небольшой опыт управления мотоциклом, Пик получает на день рождения от своего крёстного отца карт, на котором он уже вскоре принимает участие не просто в мелких региональных гонках, а в национальной категории «Mini». Шарль продолжает участвовать в подобных гонках вплоть до 2006 года, доростя со временем до статуса бронзового призёра чемпионата Европы в классе Intercontinental A.
Затем, при поддержке FFSA француз переходит в национальное первенство Ф-Рено Campus. В дебютном сезоне Шарль проводит 13 гонок, дважды стартует с поула, восемь раз финиширует на подиуме (1 победа) и набрав 162 очка занимает третье место в общем зачёте.
В 2007 году Пик переходит в более престижные соревнования 2-литровой Формулы-Рено, соревнуясь параллельно в национальном чемпионате и Еврокубке. Шарль оказывается конкурентно способен в обоих первенствах: во Франции он выступает скромнее, чем в Европе, но и там и там показывает себя вполне быстрым и стабильным пилотом, заработав несколько поул-позиций, десяток раз финишировав на подиуме и заняв 4-е и 3-е места в общих зачётах тех серий. Менеджмент гонщика считает подобное выступление вполне достаточным, чтобы уже в 2008 году перейти в старшее первенство мировой серии Рено — 3.5-литровый класс.

### 2008-11
Причём удаётся занять место в кокпите прошлогоднего чемпиона серии — команды Tech 1 Racing. Опытная команда инженеров и механиков помогает Пику быстро привыкнуть к машине и подогнать свой стиль пилотирования к её характеристикам. Шарль с первого этапа оказывается довольно быстрым на фоне конкурентов, а на третьем этапе первенства — в Монако — выигрывает и квалификацию и гонку. Дальнейший сезон проходит не без спадов, однако по итогам года французу удаётся занять шестое место в личном зачёте и ещё раз отметится на высшей ступени пьедестала почёта — по итогам спринтерской гонки во Франции.
В 2009 году Пик сохраняет место в Tech 1. Гонщик проводит сезон заметно сильнее, чем годом ранее, часто финиширует в очках и длительное время борется за вице-чемпионское звание, которое однако уступает, провалив последний этап первенства на трассе Моторленд Арагон. Однако и третье место по итогам серии сочтено менеджментом и спонсорами вполне удачным итогом сезона и следующий сезон Шарль начинает в первенстве GP2.
Француз подписывает контракт с титулованной командой Arden International. После нескольких гонок привыкания к новой технике и команде Пик во второй половине сезона борется в головной группе пелотона, выиграв одну гонку. В общем зачёте он занимает пятое место.
Сезон в основном первенстве начинается с победы, но в дальнейшем пилот не смог показать должную стабильность, чтобы побороться за достойные места в общем зачёте, заняв по итогам года десятое место. Крайней оказывается команда и новый сезон Пик начинает уже в коллективе Barwa Addax.
Азиатское первенство проходит как тестовый полигон, а в основном первенстве Шарль выступает куда сильнее, чем год назад. Регулярные финиши на подиуме, несмотря на нередкие неудачные гонки, позволяют французу бороться в лидирующей группе чемпионата, однако как и два года назад в Формуле-Рено Шарля подводит последний этап, где он сходит, а прямые конкуренты набирают очки, оттесняя его на четвёртое место в общем зачёте. Вице-чемпиону Луке Филиппи он уступает, в итоге, всего два балла.

### Формула-1

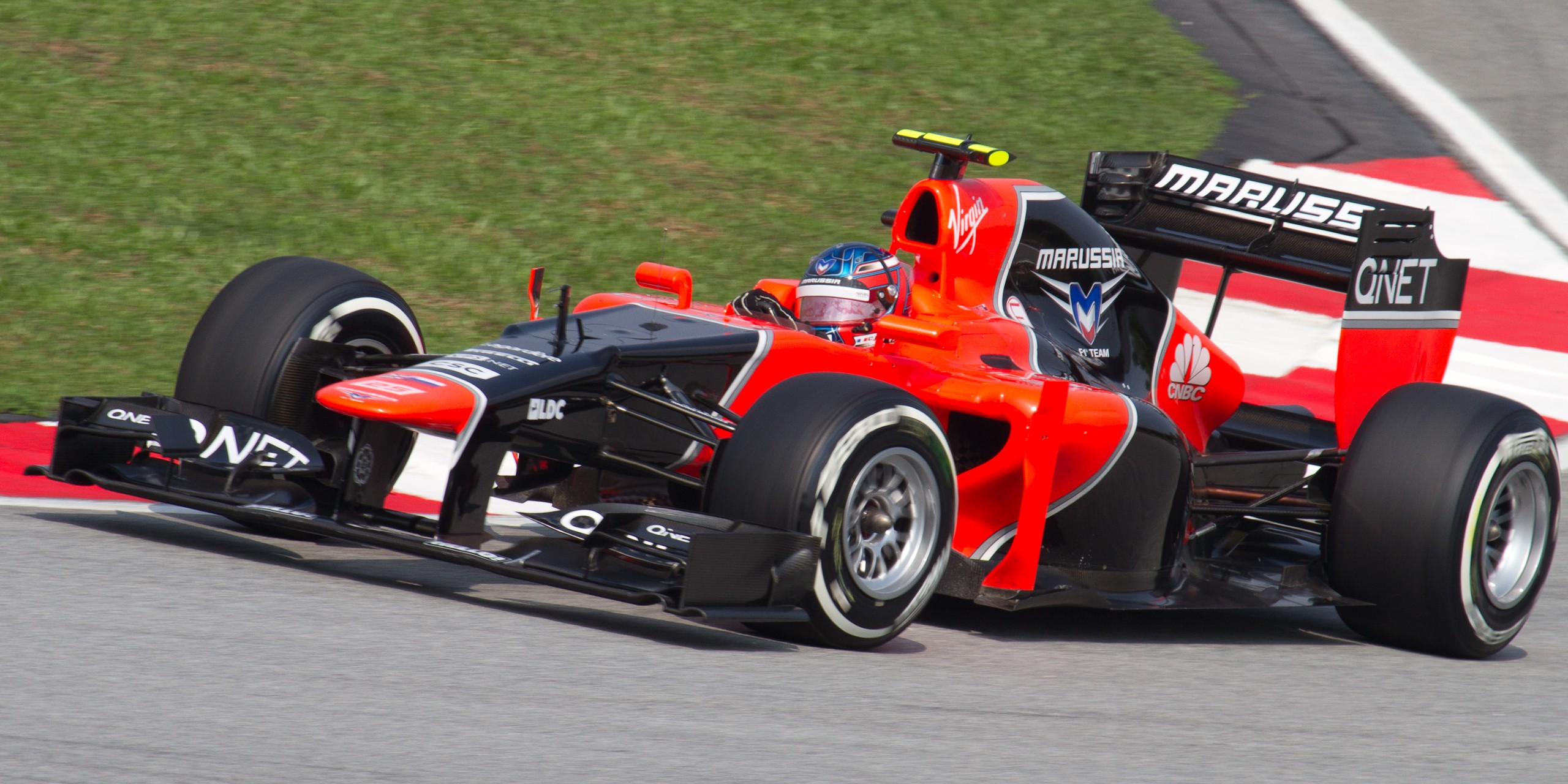
Шарль на Гран-при Малайзии. 2012 год.

Менеджмент гонщика, оценив итоги сезона, считает эту ступень карьеры пройденной и в ноябре устраивает Пика сначала на тесты команды Marussia Virgin F1, а затем договариваясь о контракте второго пилота этого коллектива Формулы-1. Машина-2012 оказалась немногим быстрее своих предшественниц: по ходу всего сезона и Шарль и его партнёр Тимо Глок показывали одни из худших времён среди всего пелотона, но к концу года им удалось максимально сократить отставание от своего ближайшего конкурента в чемпионате — пилотов Caterham F1 и до последней гонки бороться с ними за десятое место в кубке конструкторов. На Гран-при Бразилии Пик в прямой борьбе уступил Виталию Петрову в гонке и проиграл для команды место в Top10 и дополнительные призовые. Впрочем, на его месте в списке боевых пилотов чемпионата это не повлияло — незадолго до старта гонки было объявлено о его переходе в сезоне-2013 во всё тот же Caterham F1. Год в малайзийской команде не принёс особых достижений — дважды по ходу сезона добравшись до четырнадцатого места в гонке, Шарль стал вторым лучшим пилотом из числа тех, кто не смог набрать очки.

## Статистика результатов в моторных видах спорта

### Сводная таблица
| Сезон   | Серия                     | Команда                         | Гонки      | ПП         | БК         | Победы     | Очки       | Поз.       |
| ------- | ------------------------- | ------------------------------- | ---------- | ---------- | ---------- | ---------- | ---------- | ---------- |
| 2006    | Французская Ф-Рено Campus | La Filière                      | 13         | 2          | 3          | 1          | 162        | 3          |
| 2007    | Еврокубок Ф-Рено 2.0      | SG Formula                      | 14         | 2          | 1          | 1          | 88         | 3          |
| 2007    | Французская Ф-Рено 2.0    | SG Formula                      | 13         | 1          | 0          | 0          | 69         | 4-й        |
| 2008    | Ф-Рено 3.5                | Tech 1                          | 17         | 1          | 2          | 2          | 69         | 6-й        |
| 2009    | Ф-Рено 3.5                | Tech 1                          | 16         | 2          | 3          | 2          | 94         | 3          |
| 2009-10 | GP2 Asia                  | Arden International             | 8          | 1          | 0          | 1          | 18         | 5-й        |
| 2010    | GP2                       | Arden International             | 19         | 1          | 0          | 1          | 28         | 10-й       |
| 2011    | GP2 Asia                  | Barwa Addax                     | 4          | 0          | 1          | 0          | 0          | 18-й       |
| 2011    | GP2                       | Barwa Addax                     | 18         | 3          | 1          | 2          | 52         | 4-й        |
| 2011    | Формула-1                 | Marussia Virgin F1              | тест-пилот | тест-пилот | тест-пилот | тест-пилот | тест-пилот | тест-пилот |
| 2012    | Формула-1                 | Marussia F1                     | 20         | 0          | 0          | 0          | 0          | 21-й       |
| 2013    | Формула-1                 | Caterham F1                     | 19         | 0          | 0          | 0          | 0          | 20-й       |
| 2014    | Формула-1                 | Lotus F1                        | тест-пилот | тест-пилот | тест-пилот | тест-пилот | тест-пилот | тест-пилот |
| 2014-15 | Формула-E                 | Andretti Autosport China Racing | 5          | 0          | 0          | 0          | 16         | 18-й       |

### Гонки на машинах с открытыми колёсами

#### Формула-Рено 3.5
| 2008 | Tech 1 | MN1 9  | SP1 НФ | MON 1 | SI1 15 | HU1 18 | NÜ1 НФ | BU1 1 | ES1 НФ | CA1 8  | 69 | 6-й |
| 2008 | Tech 1 | MN2 3  | SP2 12 |       | SI2 13 | HU2 9  | NÜ2 12 | BU2 6 | ES2 2  | CA2 8  | 69 | 6-й |
| 2009 | Tech 1 | CA1 НС | SP1 4  | MON 9 | HU1 11 | SI1 7  | LE1 6  | AL1 4 | NÜ1 6  | AL1 13 | 94 | 3-й |
| 2009 | Tech 1 | CA2 6  | SP2 НФ |       | HU2 8  | SI2 1  | LE2 НФ | AL2 2 | NÜ2 1  | AL2 11 | 94 | 3-й |

Жирным выделен старт с поул-позиции. Курсивом — быстрейший круг в гонке.
В первой строчке показаны результаты субботних гонок, во второй — воскресных.

### Формула-1
| Легенда к таблице |                                                                    |
| --- | ------------------------------------------------------------------ |
| В таблице перечислены результаты всех Гран-при Формулы-1, в которых принимал участие гонщик. Строками таблицы являются сезоны, столбцами — этапы чемпионата мира. В каждой клетке указаны сокращённое название этапа и результат, дополнительно обозначенный цветом. Расшифровка обозначений и цветов представлена в нижеследующей таблице. |                                                                    |
| \| Пример \| Описание \| \| ------------ \| ------------------------------------------------------------------ \| \| 1 \| Победитель \| \| 2 \| Второе место \| \| 3 \| Третье место \| \| 5 \| Финишировал, заработав очки \| \| Сход \| Не финишировал, но при этом заработал очки \| \| 12 \| Финишировал, не получив очков \| \| НКЛ \| Финишировал, но не попал в финальную классификацию \| \| 15 \| Участвовал вне зачёта, либо по отдельной классификации \| \| 18 \| Не финишировал, но попал в финальную классификацию \| \| Сход \| Не финишировал \| \| НКВ \| Не прошёл квалификацию \| \| НПКВ \| Не прошёл предквалификацию \| \| ДСК \| Дисквалифицирован \| \| ИСК \| Исключён из протокола соревнований \| \| ТТ \| Заявлен для участия только в тренировках \| \| НС \| Участвовал в квалификации, но не стартовал в гонке \| \| Т \| Травмирован или болен \| \| ОТК \| Отказ от участия \| \| НТР \| Прибыл на соревнования, но на трассу не выезжал \| \| НПР \| Был заявлен в числе участников, но не прибыл к началу соревнований \| \| О \| Соревнования отменены \| \| \| Не участвовал \| \| Поул-позиция \| \| \| Быстрый круг \| \| |                                                                    |
| Пример | Описание                                                           |
| 1 | Победитель                                                         |
| 2 | Второе место                                                       |
| 3 | Третье место                                                       |
| 5 | Финишировал, заработав очки                                        |
| Сход | Не финишировал, но при этом заработал очки                         |
| 12 | Финишировал, не получив очков                                      |
| НКЛ | Финишировал, но не попал в финальную классификацию                 |
| 15 | Участвовал вне зачёта, либо по отдельной классификации             |
| 18 | Не финишировал, но попал в финальную классификацию                 |
| Сход | Не финишировал                                                     |
| НКВ | Не прошёл квалификацию                                             |
| НПКВ | Не прошёл предквалификацию                                         |
| ДСК | Дисквалифицирован                                                  |
| ИСК | Исключён из протокола соревнований                                 |
| ТТ | Заявлен для участия только в тренировках                           |
| НС | Участвовал в квалификации, но не стартовал в гонке                 |
| Т | Травмирован или болен                                              |
| ОТК | Отказ от участия                                                   |
| НТР | Прибыл на соревнования, но на трассу не выезжал                    |
| НПР | Был заявлен в числе участников, но не прибыл к началу соревнований |
| О | Соревнования отменены                                              |
| | Не участвовал                                                      |
| Поул-позиция |                                                                    |
| Быстрый круг |                                                                    |

| Сезон | Команда          | Шасси         | Двигатель                 | Ш | 1      | 2      | 3      | 4        | 5        | 6        | 7      | 8      | 9      | 10     | 11       | 12     | 13       | 14     | 15       | 16       | 17     | 18       | 19       | 20     | Место | Очки |
| ----- | ---------------- | ------------- | ------------------------- | - | ------ | ------ | ------ | -------- | -------- | -------- | ------ | ------ | ------ | ------ | -------- | ------ | -------- | ------ | -------- | -------- | ------ | -------- | -------- | ------ | ----- | ---- |
| 2012  | Marussia F1 Team | Marussia MR01 | Cosworth CA2012 2,4 V8    | P | АВС 15 | МАЛ 20 | КИТ 20 | БАХ Сход | ИСП Сход | МОН Сход | КАН 20 | ЕВР 15 | ВЕЛ 19 | ГЕР 20 | ВЕН 20   | БЕЛ 16 | ИТА 16   | СИН 16 | ЯПО Сход | КОР 19   | ИНД 19 | АБУ Сход | США 20   | БРА 12 | 21    | 0    |
| 2013  | Caterham F1 Team | Caterham CT03 | Renault RS27-2013 V8      | P | АВС 16 | МАЛ 14 | КИТ 16 | БАХ 17   | ИСП 17   | МОН Сход | КАН 18 | ВЕЛ 15 | ГЕР 17 | ВЕН 15 | БЕЛ Сход | ИТА 17 | СИН 19   | КОР 14 | ЯПО 18   | ИНД Сход | АБУ 19 | США 20   | БРА Сход |        | 20    | 0    |
| 2014  | Lotus F1 Team    | Lotus E22     | Renault F1-2014 Energy V6 | P | АВС    | МАЛ    | БАХ    | КИТ      | ИСП      | МОН      | КАН    | АВТ    | ВЕЛ    | ГЕР    | ВЕН      | БЕЛ    | ИТА тест | СИН    | ЯПО      | РОС      | США    | БРА      | АБУ      |        | -     | -    |